# Grethe Sønck
Grethe Sønck (født Grethe Ingeborg Nielsen Hald; 16. juli 1929 i Hjerm – 12. februar 2010 i Rågeleje) var en dansk skuespiller og sanger.
Hun var født i Hjerm uden for for Struer som Grethe Ingeborg Nielsen Hald; hun tog navneforandring til Sønck i 1968. I 1946 vandt hun en talentkonkurrence i Hollænderbyen på Amager, og i 1947 blev hun sangerinde på Restaurant Sommerlyst på Dyrehavsbakken, da hun løj sig et år ældre.
Siden fik hun en karriere som sanger og revyskuespiller. Hun begyndte som revyskuespiller i Cirkusrevyen på Dyrehavsbakken i 1962 og kom senere til Nykøbing Falster Revyen.
Grethe Sønck har været gift to gange. Første gang 1952 med Hjalmar Nicolausen, anden gang med Sejr Volmer-Sørensen, som hun mødte 1958 og levede med til hans død d. 11. maj 1982.
Den 16. april 2000 blev hun ridder af Dannebrog, da hun fik Dannebrogorden af Dronningen.
Hendes erindringer kom i bogen "Hele Danmarks Grethe".
Grethe Sønck medvirkede i 2009 i sommerrevyen "Revyperler på stribe" i Kulturhuset Harmonien ved Rødvig sammen med Grethe Mogensen, Max Hansen og John Martinus. Det blev hendes revy nr. 50 - og hun kunne fejre sin 80 års fødselsdag d. 16. juli 2009.
Grethe Sønck døde den 12. februar 2010 i sit hjem i Rågeleje. Hun blev bisat den 18. februar 2010 fra Tibirke Kirke. Ved bisættelsen sang Birthe Kjær solo og Henrik Krogsgaard spillede orgel. Hun blev stedt til hvile i de ukendtes grav på Tibirke Kirkegård, hvor Sejr Volmer-Sørensen også ligger begravet.

## Klaus Jørgen
i 1959 indsang Grethe Sønck sit allerstørste hit, "Klaus Jørgen", der stikker af til Amerika med alle pengene og lader hende alene tilbage hjemme på gården. Pladen nåede 100.000 solgte eksemplarer og gav Grethe Sønck en guldplade. "Är du kär i mig ännu, Klas-Göran?" er skrevet af den senere ABBA-manager Stikkan Anderson. Den danske tekst "Klaus Jørgen" skyldes Gustav Winckler.
"Klaus Jørgen" fulgte Grethe Sønck hele hendes karriere, og hun sang den stort set hver gang hun optrådte.

## Diskografi
- Kan du le / Lille sumpe (1952)
- Er det en synd / Hvor hele livet er solskin (1953)
- Je ne crois plus au Pere Noel / Hvid jul (1954)
- Sig hvorfor / Hvis engang (1955)
- 5 års succes'er med Grethe Sønck (1960)
- Danske Stjerner 4 – Grethe Sønck (1962)
- Perler fra den danske sangskat (1962)
- Jeg gi'r mit humør en gang lak (1964)
- Amerikanske musical minder (1967)
- Grethe Sønck favoritter (1970)
- Syng med grethe sønck (1975)
- I må ta' mig som jeg er (2007)

## Dansk Melodi Grand Prix
- Trækbasun & Vaskebræt (1960)
- Hjemme Hos Os (1961)
- Kære du (1963)
- Ugler I Mosen (1964)

## Revyer
- Cirkusrevyen (1962)
- Holstebro-revyen
- Nykøbing Falster Revyen
- Rottefælden
- Kolding Sommerrevy
- Revyperler på stribe, Kulturhuset Harmonien i Rødvig (2009)

## Film
| År      | Titel                                 | Rolle                              | Noter     |
| ------- | ------------------------------------- | ---------------------------------- | --------- |
| 1960    | Elefanter på loftet                   | sangerinde                         |           |
| 1961    | Soldaterkammerater på efterårsmanøvre | sangerinde                         |           |
| 1964    | Don Olsen kommer til byen             | operasangerinde                    |           |
| 1966    | Der var engang                        | Kaspers kæreste                    |           |
| 1966    | Naboerne                              | Fru Sandelund                      |           |
| 1968    | Dage i min fars hus                   | husholderske                       |           |
| 1968    | Olsen-banden                          | luderen Connie                     |           |
| 1969    | Midt i en jazztid                     | Frk. Larsen                        |           |
| 1973    | Revykøbing kalder                     |                                    | revy      |
| 1974    | Prins Piwi                            | rengøringsdame                     | tegnefilm |
| 1976    | Familien Gyldenkål sprænger banken    | natklubværtinde                    |           |
| 1981-82 | Een stor familie                      | tillidskvinden Viola Jørgensen     | tv-serie  |
| 1991    | Krummerne                             | Fru. Albertsen                     |           |
| 1993    | Roser & persille (Tango for tre)      | Fru Klausen, kunde i frisørsalon   |           |
| 1996-97 | Bryggeren (afsnit 3)                  | 1. Madamme                         | tv-serie  |
| 1998    | Olsen-bandens sidste stik             | Kjeld Jensens veninde, Ruth Hansen |           |
| 2006    | Krummerne - Så er det jul igen        | Fru Olsen                          |           |

## Priser
- Bakkens Oscar (1993)
- Årets Thorleif (2002)